# Pseudanthias squamipinnis

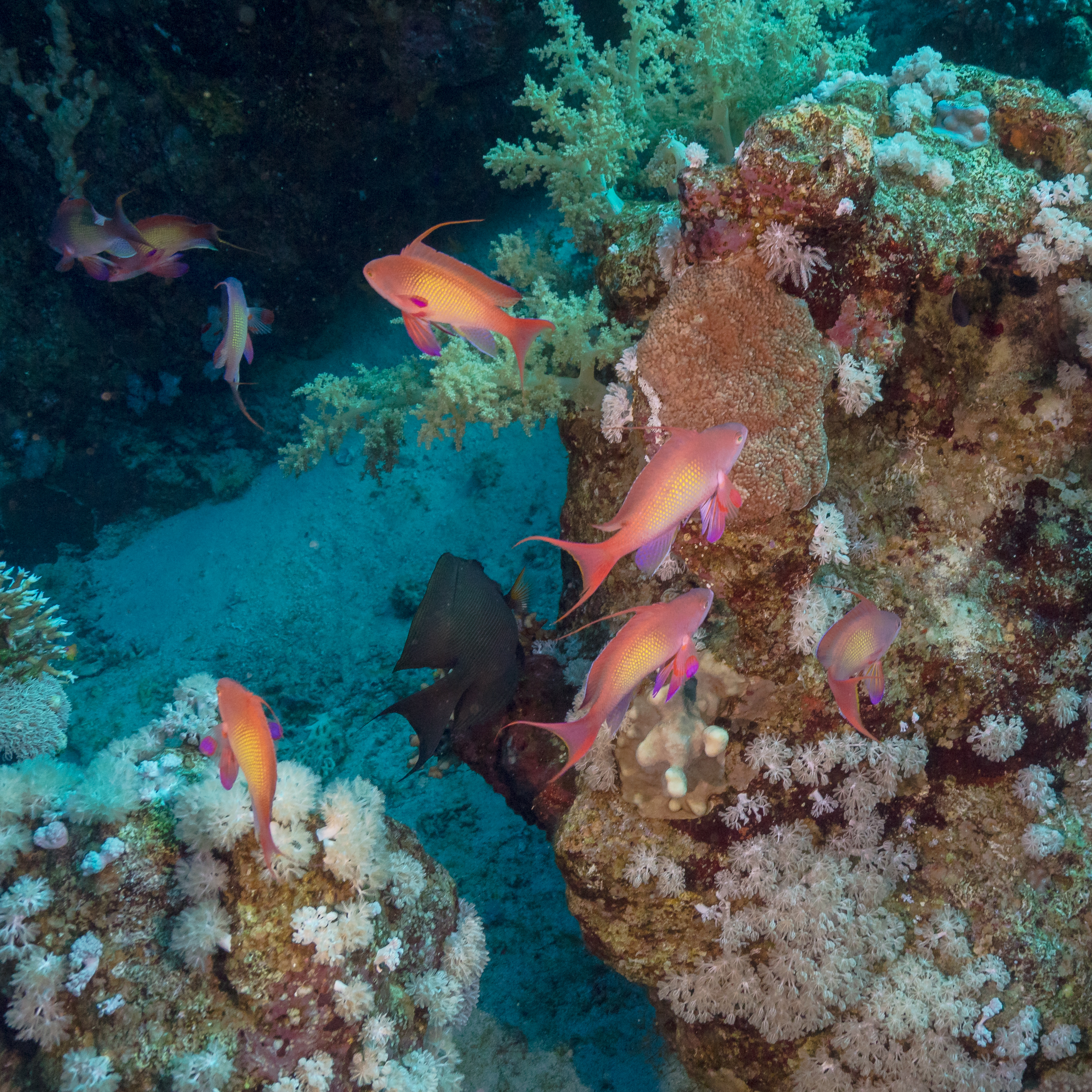
Grupo de machos.

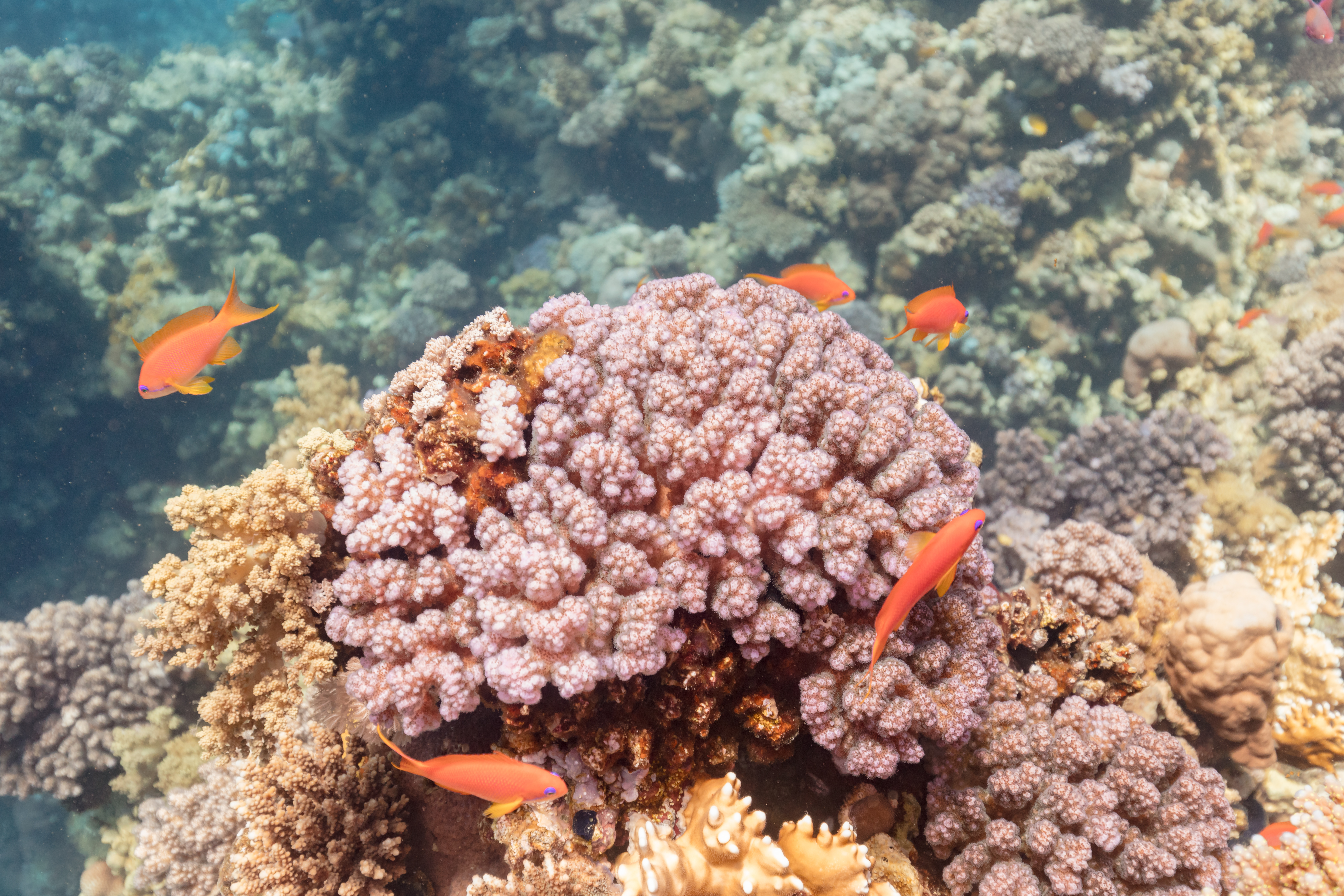
Grupo de hembras.

Pseudanthias squamipinnis es una especie de peces de la familia Serranidae en el orden de los Perciformes. Su nombre común es anthias cola de lira.
Es una especie muy atractiva que gusta vivir en cardúmenes numerosos donde forma complejas sociedades jerárquicas.

## Morfología
Con distintos patrones de color según la ubicación geográfica. En el mar del Coral, el color más típico es el púrpura. Los machos tienen una tercera espina dorsal alargada y con una mancha púrpura en el exterior de las pectorales en todas las variantes de los machos. Variación roja: sombras de rojo con puntos amarillos en las escamas del cuerpo. Variación púrpura: sombras púrpuras, cuerpo con tonos amarillos o verdes. Hembra: naranja, con una banda naranja con bordes violetas que va del ojo a la base de la pectoral. Aleta caudal en forma de lira.
Los machos pueden llegar alcanzar los 15 cm de longitud total.

## Reproducción
Es hermafrodita proterogínico, cambio de sexo a un tamaño, los juveniles son todos hembras. Los machos son territoriales y forman harenes.

## Alimentación
Come zooplancton.

## Depredadores
Es depredado por Cephalopholis argus ,Cephalopholis hemistiktos y Cephalopholis miniado 

## Hábitat
Es un pez de mar de clima tropical y asociado a los  arrecifes de coral que vive hasta los 55 m de profundidad. De 22 a 28 °C. Sobre pináculos de coral o arrecifes de lagunas claras, canales o pendientes exteriores.
A menudo es el antias más común en arrecifes someros. Forma grandes grupos en los que las hembras superan abrumadoramente en cantidad a los machos. A veces grupos más pequeños, y habitualmente entre 2 y 20 m

## Distribución geográfica
De 32°N a 32°S. Indopacífico occidental: Se encuentra desde el Mar Rojo y Sudáfrica (KwaZulu-Natal) hasta Niue Japón y Australia.

## Mantenimiento
Pseudanthias squamipinnis es un pez muy activo que debe mantenerse en cardúmenes formados por no menos de 4 ejemplares en acuarios amplios dotados de muchas cuevas y escondites. Cuanto mayor sea el volumen de las rocas y el número de escondrijos, mayor será el grado de vistosidad de su coloración. Aunque sea una especie dura y resistente, no debemos de descuidar el mantenimiento de las condiciones acuáticas.
Su mantenimiento es muy recomendable para el acuario del principiante, puesto que es bastante tolerante con pequeñas cantidades de nitrito y con moderadas variaciones de las condiciones acuáticas.
Acepta cualquier tipo de alimento vivo o congelado del tipo Dafnia, Artemia, Mysis o Cyclops. No ocurre lo mismo con la comida en escamas.